# OBN Star Model
OBN Star Model là chương trình truyền hình của Bosnia và Herzegovina dựa trên chương trình America's Next Top Model được tạo ra bởi Tyra Banks và nó được phát hành bởi đài truyền hình OBN. Chương trình có tính năng một nhóm người tham gia cạnh tranh trên một số thách thức cho danh hiệu Star Model cũng như một hợp đồng với một công ty người mẫu với mục tiêu đạt được sự nghiệp người mẫu.
Dejana Rosuljaš chịu trách nhiệm như vai trò của Tyra Banks trong chương trình gốc, hoạt động như lựa chọn các thí sinh và là một cố vấn. Các giám khảo khác là Jan Štedul và Emerik Gudelj. Ngoài ra còn có Ivica Skoko là nhiếp ảnh gia nổi tiếng và Dejan Vekic xuất hiện trên chương trình.

## Các mùa
| Mùa | Phát sóng           | Quán quân      | Á quân          | Các thí sinh theo thứ tự bị loại | Tổng số thí sinh | Điểm đến quốc tế |
| --- | ------------------- | -------------- | --------------- | --- | ---------------- | ---------------- |
| 1   | 19 tháng 4 năm 2009 | Jelena Jugović | Majra Demirović | Irvela Zahirović & Lejla Cosic, Irma Čandžić, Andrea Akmadžić & Nataša Arsić-Velo, Enisa Hadžalić, Dijana Kaljković, Sašana Ivanović, Nehla Hasanhodžić, Maja Karišik, Jelena Blagojević, Jelena Urukalo | 14               | Dubrovnik Zagreb |
| 2   | 27 tháng 3 năm 2010 | Vedran Pajo    | Vanja Sušić     | Dragana Božić, Nedim Abazi, Almin Petković, Anel Muraspahić, Dijana Bratić, Dino Vugdalić, Enes Vugdalić, Nermin Vugdalić, Sonja Marić, Sanela Čizmo, Nikolina Nikolić, Edin Gruzaković, Ira Petrović    | 15               | Split Budva      |